# Adelegg (Vogelschutzgebiet)
Das Gebiet Adelegg ist ein 2007 eingerichtetes und mit Verordnung vom 5. Februar 2010 durch das Ministerium für Ernährung und Ländlichen Raum festgelegtes Europäisches Vogelschutzgebiet (Schutzgebietskennung DE-8226-441) im baden-württembergischen Landkreis Ravensburg in Deutschland.

## Lage
Das rund 2.862 Hektar (ha) große Vogelschutzgebiet Adelegg liegt im äußersten Südosten Baden-Württembergs, etwa fünf Kilometer nordöstlich der Isnyer und 14 Kilometer südöstlich der Leutkircher Stadtmitte. Bei einer maximalen Höhe von 1118 m ü. NN am Schwarzen Grat, dem höchsten Berg des Regierungsbezirks Tübingen, verteilt sich das Schutzgebiet zu rund 78 Prozent (2.231 ha) auf Isnyer und 22 Prozent (631 ha) auf Leutkircher Gebiet.

## Beschreibung
Beschrieben wird das Gebiet Adelegg als „alpin geprägter überwiegend bewaldeter Gebirgsstock mit steilen Hängen, Tobeln, Hochweiden, Magerrasen und mageren Wiesen, der sich nach Bayern fortsetzt“.

### Lebensraumklassen
|                       |                       |  |      |      |
| Laubwald              | Laubwald              |  | 10 % | 10 % |
| Mischwald             | Mischwald             |  | 43 % | 43 % |
| Nadelwald             | Nadelwald             |  | 36 % | 36 % |
| Melioriertes Grünland | Melioriertes Grünland |  | 11 % | 11 % |
|                       |                       |  |      |      |

## Bedeutung
Das Schutzgebiet, ein tertiäres Voralpen-Gebirge mit der letzten Hochalm im Württembergischen Allgäu ist ein bedeutendes Brutgebiet für Dreizehenspecht, Auerhuhn sowie Ringdrossel und bietet das einzige regelmäßige Brutvorkommen des Weißrückenspechts in Baden-Württemberg.

## Schutzzweck
Die gebietsbezogenen Erhaltungsziele sind je nach Art unterschiedlich beschrieben:

### Brutvögel
Brutvogelarten, die im Anhang I der Vogelschutzrichtlinie aufgelistet und für die in ganz Europa besondere Maßnahmen anzuwenden sind. In diese Kategorie fallen in Baden-Württemberg insgesamt 39 Arten.

#### Auerhuhn(Tetrao urogallus)

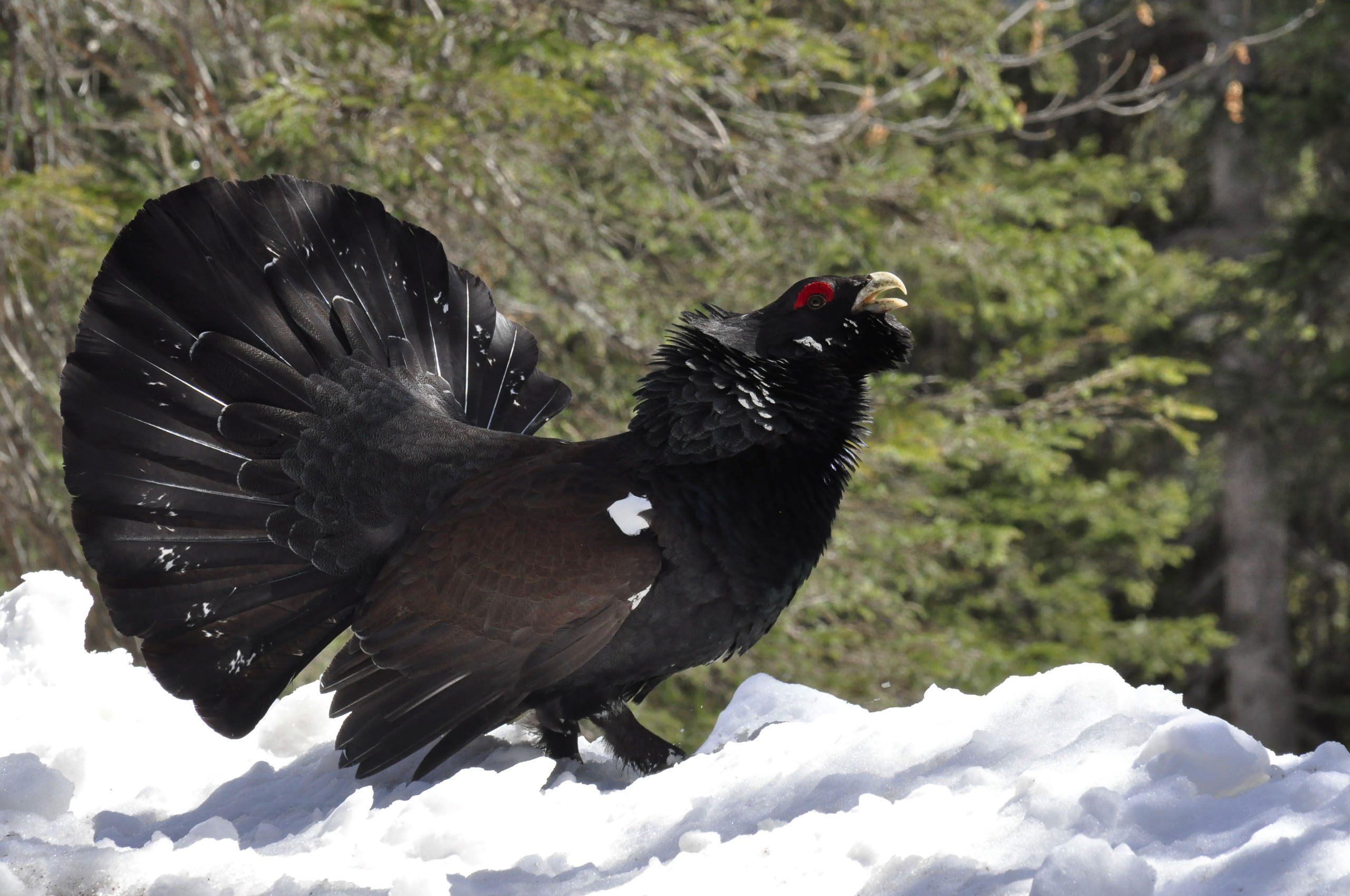
Auerhuhn

Erhaltung von lichten, mehrschichtigen und strukturreichen Nadel- oder Mischwäldern, insbesondere mit Anteilen von Tanne und Buche sowie einer gut entwickelten beerstrauchreichen Bodenvegetation, von Beständen mit Altholzstrukturen, von randlinienreichen Strukturen in Form von häufigen Wechseln zwischen dichten und lichten Bestandesteilen sowie Bestandeslücken, von Schlafbäumen, von Bodenaufschlüssen zur Aufnahme von Magensteinchen und zum Staubbaden, von Biotopverbundkorridoren oder Trittsteinhabitaten zwischen besiedelten Waldgebieten, Erhaltung der anmoorigen Standorte und Balzplätze, der Lebensräume ohne Gefahrenquellen wie Drahtzäune und Windkraftanlagen, der genetischen Ausstattung der angestammten Population, die an die hiesigen Lebensbedingungen angepasst ist, Erhaltung des Nahrungsangebots, insbesondere mit Insekten für Jungvögel, Kiefern- und Fichtennadeln im Herbst und Winter, Blatt- und Blütenknospen von Laubbäumen im Frühjahr, Kräutern, Gräsern und Beeren im Sommer und Frühherbst sowie Erhaltung störungsfreier oder zumindest störungsarmer Fortpflanzungs- und Ruhestätten sowie Nahrungshabitate während der Zeiten besonderer Empfindlichkeit (1. März bis 15. Juli) und störungsfreier oder zumindest störungsarmer Rückzugsräume im Winter.

#### Dreizehenspecht(Picoides tridactylus)

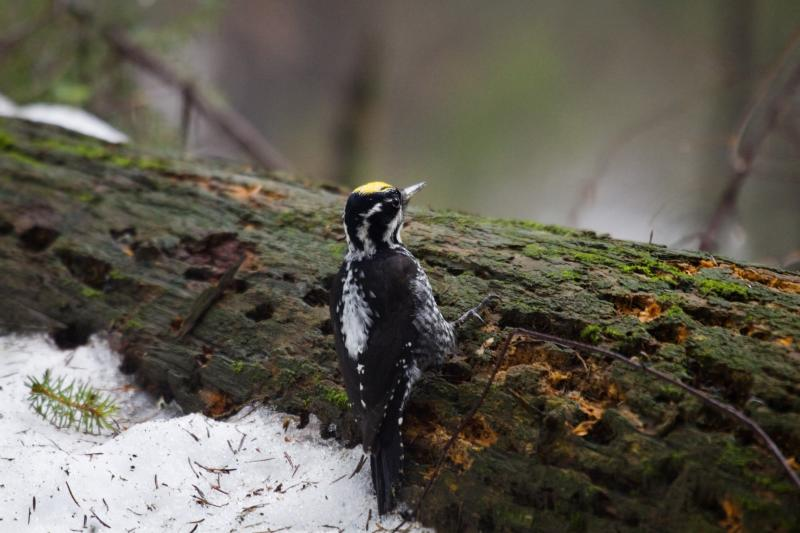
Dreizehenspecht

Erhaltung von Nadelwäldern bzw. Bergmischwäldern der montanen und hochmontanen Stufe, von Bereichen mit natürlicher Walddynamik einschließlich Zerfallsstadien, von Altbäumen, Altholzinseln und Bäumen mit Höhlen, Erhaltung einer nachhaltigen Ausstattung mit Totholz, insbesondere von stehendem Totholz sowie Erhaltung des Nahrungsangebots, insbesondere mit Holzkäferlarven und -puppen.

#### Grauspecht(Picus canus)

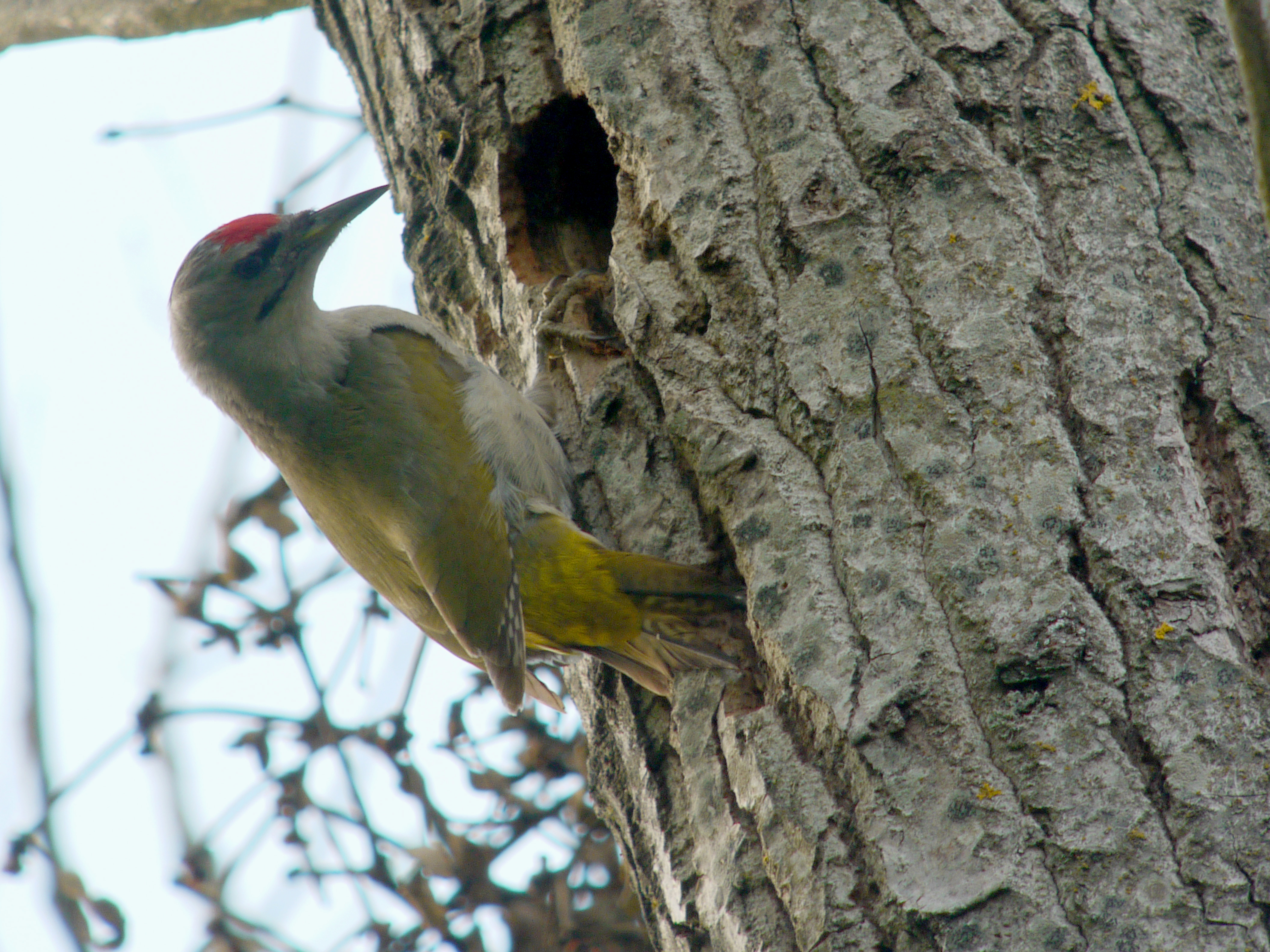
Grauspecht

Erhaltung von reich strukturierten lichten Laub- und Laubmischwäldern mit Offenflächen zur Nahrungsaufnahme, von Auenwäldern, von extensiv bewirtschafteten Streuobstwiesen, Erhaltung der Magerrasen, mageren Mähwiesen oder Viehweiden, Erhaltung von Randstreifen, Rainen, Böschungen und gesäumten gestuften Waldrändern, von Altbäumen und Altholzinseln, von Totholz, insbesondere von stehendem Totholz, Erhaltung der Bäume mit Großhöhlen sowie des Nahrungsangebots.

#### Haselhuhn(Tetrastes bonasia)

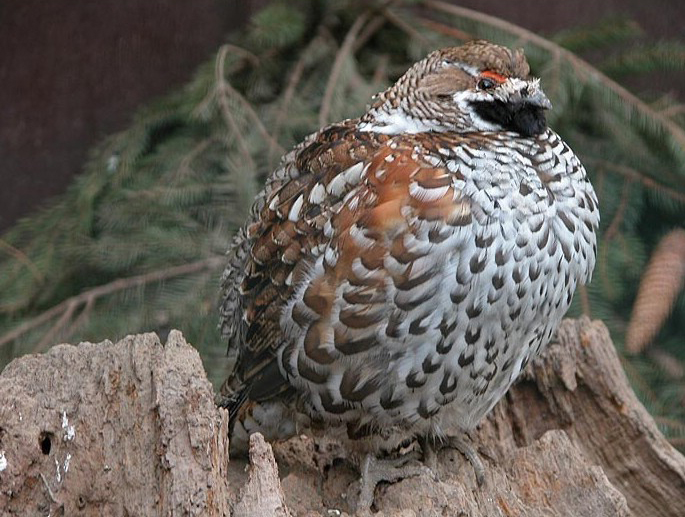
Haselhuhn

Erhaltung von strukturreichen mehrschichtigen Wäldern, die junge Stadien der Waldsukzession mit Weich- oder Pionierlaubhölzern aufweisen, Erhaltung von Niederwaldsukzession, von bach- und wegebegleitenden Laubbaumbeständen als wichtiges Element von Biotopverbundachsen, Erhaltung von krautreichen Wegrandstrukturen, von Bestandeslücken mit Bodenvegetation, von einzelnen tief beasteten Nadelhölzern und kleineren Nadelholzdickungen, von Bodenaufschlüssen zur Aufnahme von Magensteinchen und zum Staubbaden, Erhaltung der Lebensräume ohne Gefahrenquellen wie Drahtzäune und Windkraftanlagen, Erhaltung der genetischen Ausstattung der angestammten Population, die an die hiesigen Lebensbedingungen angepasst ist, Erhaltung des Nahrungsangebots, insbesondere mit Blütenkätzchen, Laubbaumknospen, Kräutern, Gräsern und Beeren für Altvögel sowie Insekten für Jungvögel und die Erhaltung störungsfreier oder zumindest störungsarmer Fortpflanzungs- und Ruhestätten sowie Nahrungshabitate während der Zeiten besonderer Empfindlichkeit (15. März bis 15. Juli) und störungsfreier oder zumindest störungsarmer Rückzugsräume im Winter.

#### Neuntöter(Lanius collurio)
Erhaltung von extensiv bewirtschafteten Streuobst-, Grünland- und Heidegebieten, von Nieder- und Mittelhecken aus standortheimischen Arten, insbesondere dorn- oder stachelbewehrte Gehölze, Erhaltung der Streuwiesen und offenen Moorränder, Erhaltung von Einzelbäumen und Büschen in der offenen Landschaft, von Feldrainen, Graswegen, Ruderal-, Staudenfluren und Brachen, Acker- und Wiesenrandstreifen, von Sekundärlebensräumen wie aufgelassene Abbaustätten mit vorgenannten Lebensstätten sowie Erhaltung des Nahrungsangebots, insbesondere mit größeren Insekten.

#### Raufußkauz(Aegolius funereus)

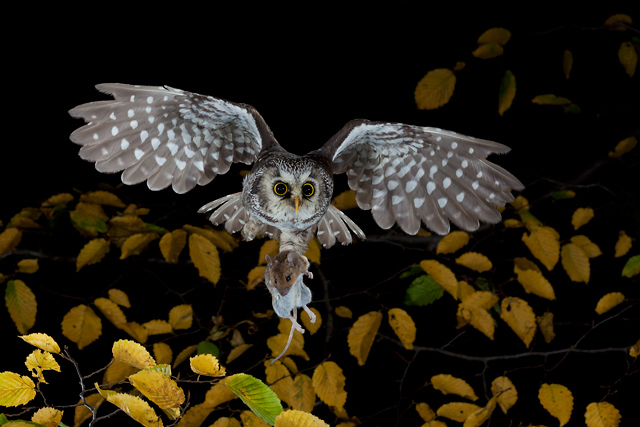
Raufußkauz

Erhaltung von strukturreichen und großflächigen Nadel- oder Mischwäldern, insbesondere buchenreichen Nadelmischwäldern, von Mosaiken aus lichten Altholzbeständen und Lichtungen sowie Stangenholz- und Dickungsbereichen, von stehendem Totholz mit großem Stammdurchmesser, Erhaltung der Bäume mit Großhöhlen sowie Erhaltung störungsfreier oder zumindest störungsarmer Fortpflanzungsstätten während der Fortpflanzungszeit vom 1. März bis zum 1. August.

#### Rotmilan(Milvus milvus)

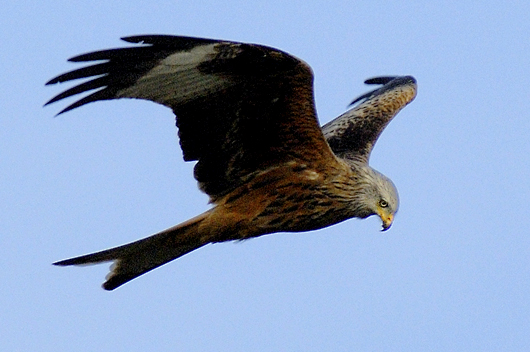
Rotmilan

Erhaltung von vielfältig strukturierten Kulturlandschaften mit lichten Waldbeständen, von Feldgehölzen, großen Einzelbäumen und Baumreihen in der offenen Landschaft, von Grünland, von Altholzinseln und alten, großkronigen Bäumen mit freier Anflugmöglichkeit, Erhaltung der Bäume mit Horsten, der Lebensräume ohne Gefahrenquellen wie nicht vogelsichere Freileitungen und Windkraftanlagen sowie die Erhaltung störungsfreier oder zumindest störungsarmer Fortpflanzungsstätten während der Fortpflanzungszeit vom 1. März bis zum 31. August.

#### Schwarzmilan(Milvus migrans)

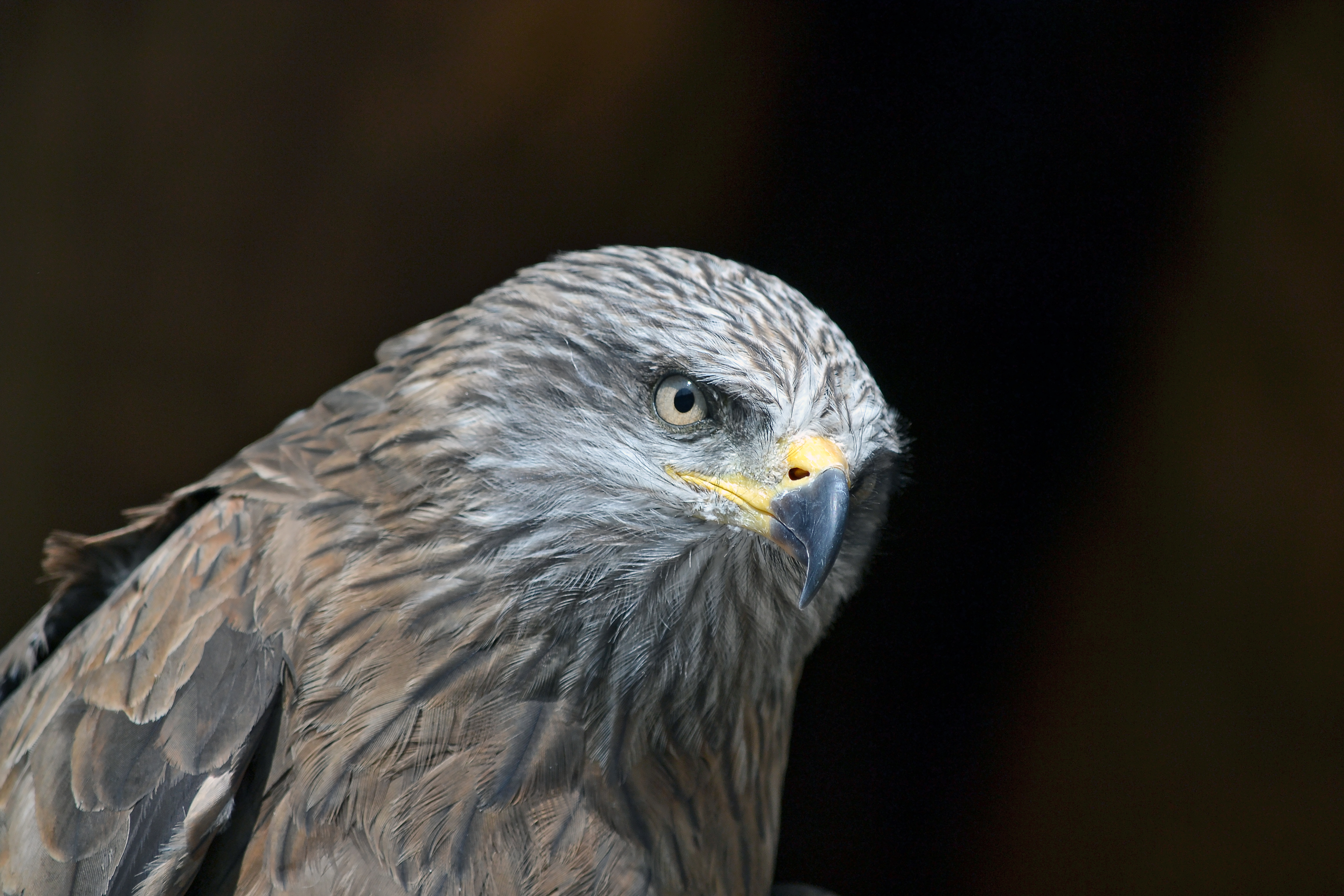
Schwarzmilan

Erhaltung von vielfältig strukturierten Kulturlandschaften, von lichten Waldbeständen, insbesondere Auenwäldern, von Feldgehölzen, großen Einzelbäumen und Baumreihen in der offenen Landschaft, Grünland, Altholzinseln und alten, großkronigen Bäumen mit freier Anflugmöglichkeit, insbesondere in Waldrandnähe, Erhaltung der naturnahen Fließ- und Stillgewässer, Erhaltung der Bäume mit Horsten, der Lebensräume ohne Gefahrenquellen wie nicht vogelsichere Freileitungen und Windkraftanlagen sowie Erhaltung störungsfreier oder zumindest störungsarmer Fortpflanzungsstätten während der Fortpflanzungszeit vom 1. März bis zum 15. August.

#### Schwarzspecht(Dryocopus martius)

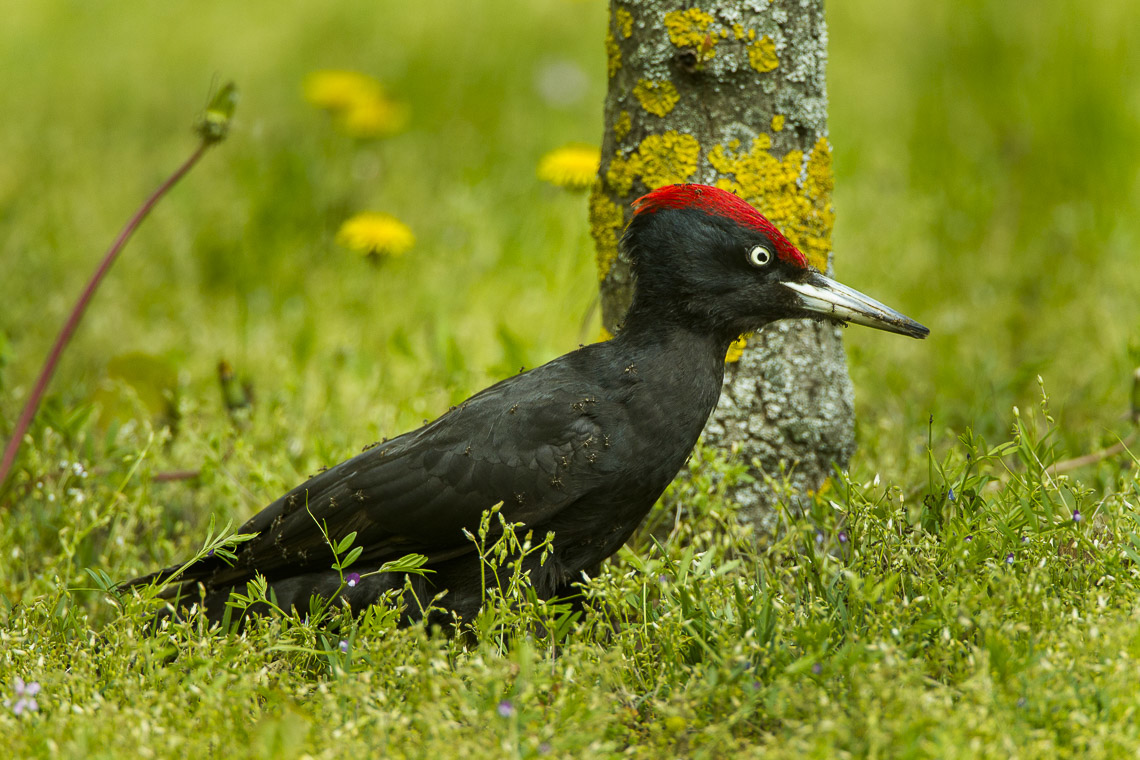
Schwarzspecht

Erhaltung von ausgedehnten Wäldern, Altbäumen und Altholzinseln, Totholz, Erhaltung der Bäume mit Großhöhlen sowie des Nahrungsangebots, insbesondere mit Ameisen.

#### Sperlingskauz(Glaucidium passerinum)
Erhaltung von strukturreichen und großflächigen Nadel- oder Mischwäldern, von Mosaiken aus lichten Altholzbeständen und Lichtungen sowie Stangenholz- und Dickungsbereichen, von Altbäumen und Altholzinseln, von Bäumen mit Höhlen, von stehendem Totholz sowie Erhaltung der natürlichen oder naturnahen Gewässer wie Bächen und Erhaltung der Moore.

#### Uhu(Bubo bubo)

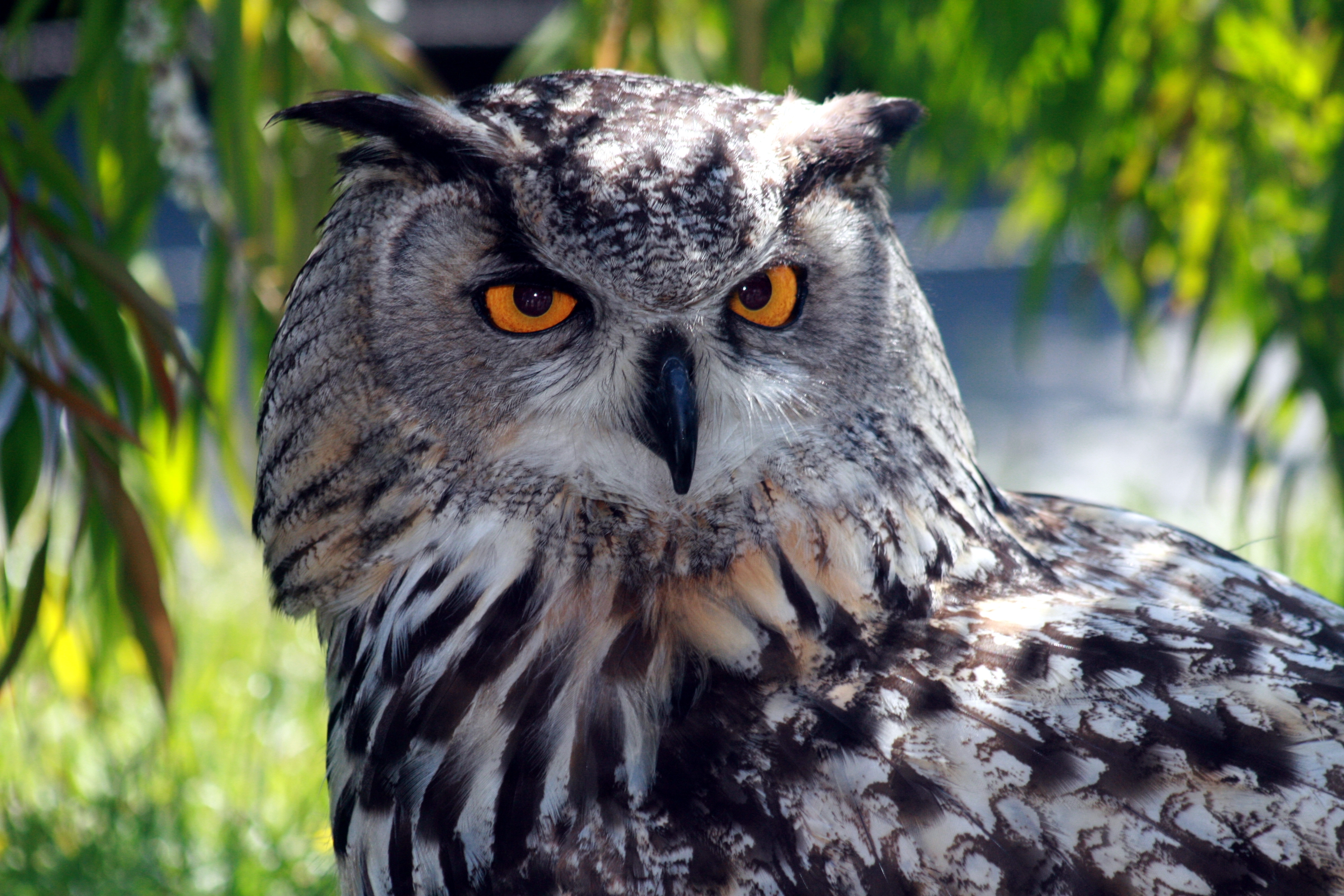
Uhu

Erhaltung der offenen Felswände und von Steinbrüchen jeweils mit Höhlen, Nischen und Felsbändern, Erhaltung von reich strukturierten Kulturlandschaften im Umfeld von vorgenannten Lebensstätten, von offenem Wiesengelände mit Heckenstreifen, Erhaltung der Lebensräume ohne Gefahrenquellen wie nicht vogelsichere Freileitungen und Windkraftanlagen sowie störungsfreier oder zumindest störungsarmer Fortpflanzungs- und Ruhestätten.

#### Weißrückenspecht(Dendrocopos leucotos)

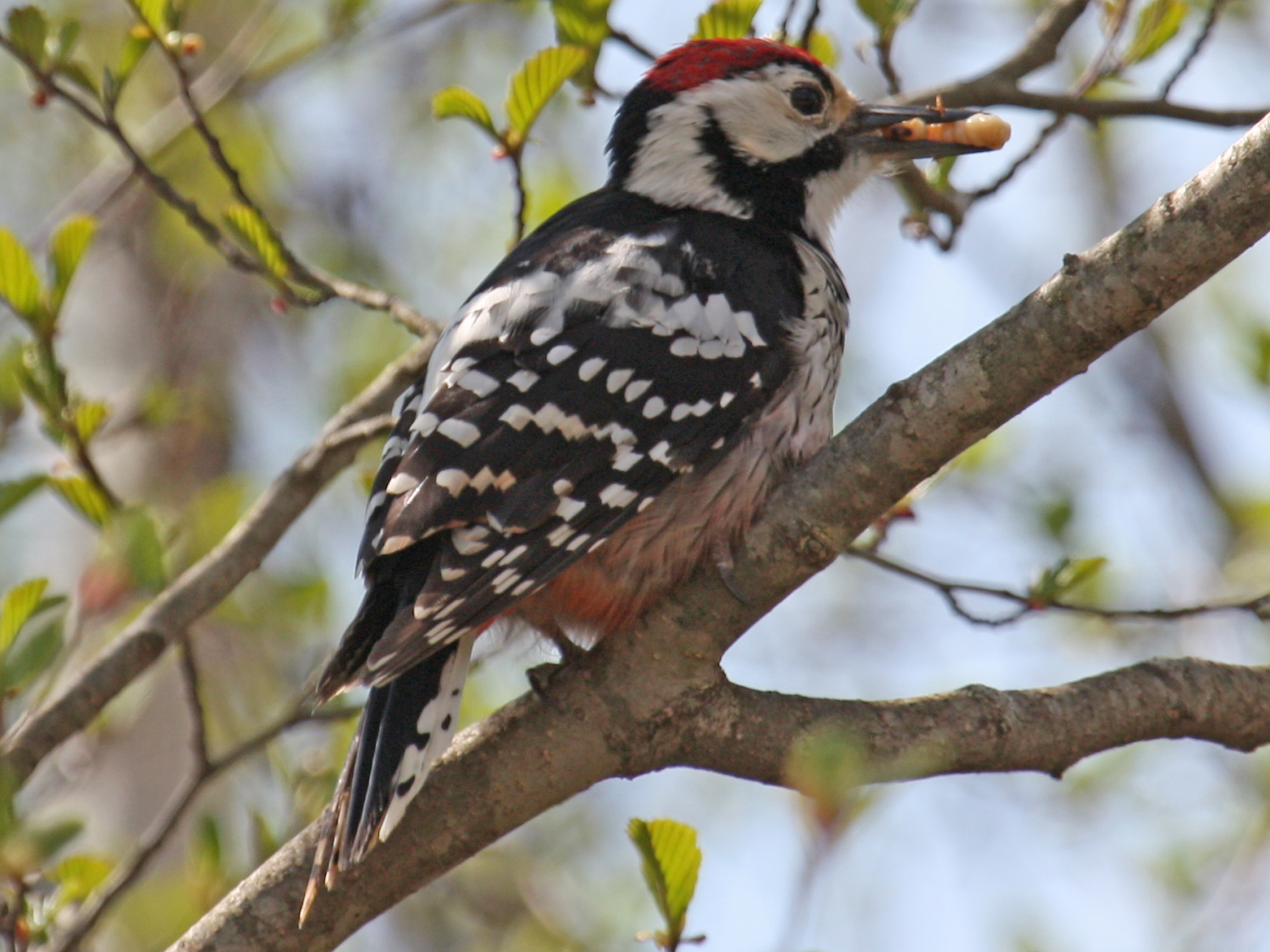
Weißrückenspecht

Erhaltung von alten und lichten Bergmischwäldern (Fichten-Tannen-Buchen-Wäldern) mit hohem Laubholzanteil, insbesondere in südexponierter Lage, von Altbäumen und Altholzinseln, von Bäumen mit Höhlen sowie Erhaltung einer nachhaltigen Ausstattung mit Totholz, insbesondere von noch stehendem Totholz.

#### Wespenbussard(Pernis apivorus)
Erhaltung von vielfältig strukturierten Kulturlandschaften, lichten Laub- und Misch- sowie Kiefernwäldern, Feldgehölzen, extensiv genutztem Grünland, Altholzinseln und alten, großkronigen Bäumen mit freier Anflugmöglichkeit, Erhaltung der Magerrasen, Bäumen mit Horsten, Erhaltung des Nahrungsangebots, insbesondere mit Staaten bildenden Wespen und Hummeln sowie Erhaltung störungsfreier oder zumindest störungsarmer Fortpflanzungsstätten während der Fortpflanzungszeit vom 1. Mai bis zum 31. August.

### Zugvögel
Weitere, nicht in Anhang I aufgelistete Zugvogelarten, die im Land brüten und für die Schutzgebiete ausgewählt wurden. In diese Kategorie fallen in Baden-Württemberg insgesamt 36 Arten.

#### Berglaubsänger(Phylloscopus bonelli)

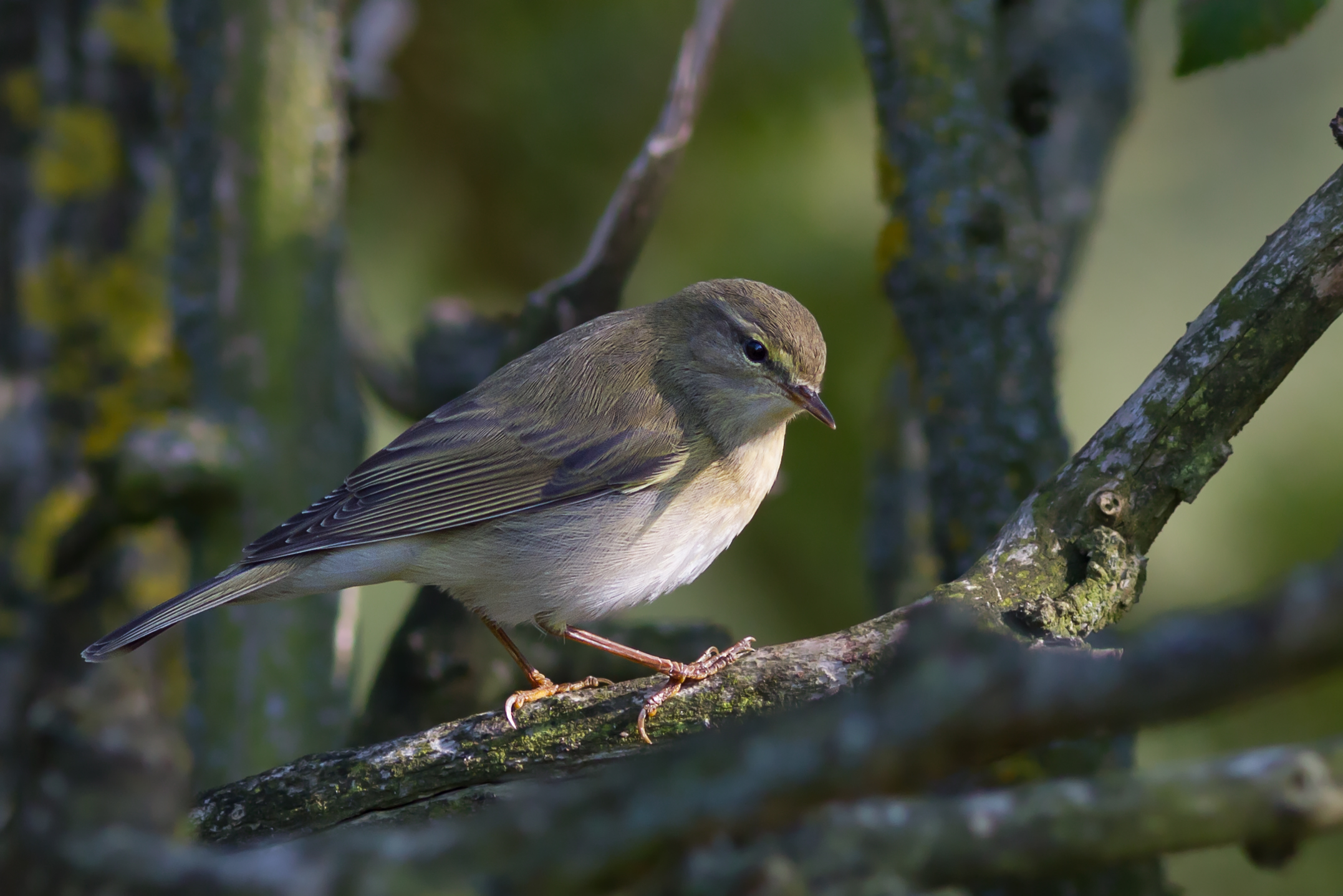
Berglaubsänger

Erhaltung von lichten, stufig aufgebauten Waldbeständen an warmen, südexponierten, steil abfallenden Hängen mit Felspartien sowie Steinschutthalden oder Erosionsstellen mit spärlicher Strauchschicht und reichlicher Krautschicht, der Steppenheidegebiete mit spärlichem Baumbestand, wechselnder Strauchschicht und geschlossener Kurzrasendecke sowie störungsfreier oder zumindest störungsarmer Fortpflanzungsstätten während der Fortpflanzungszeit zwischen dem 15. April und dem 15. August.

#### Hohltaube(Columba oenas)

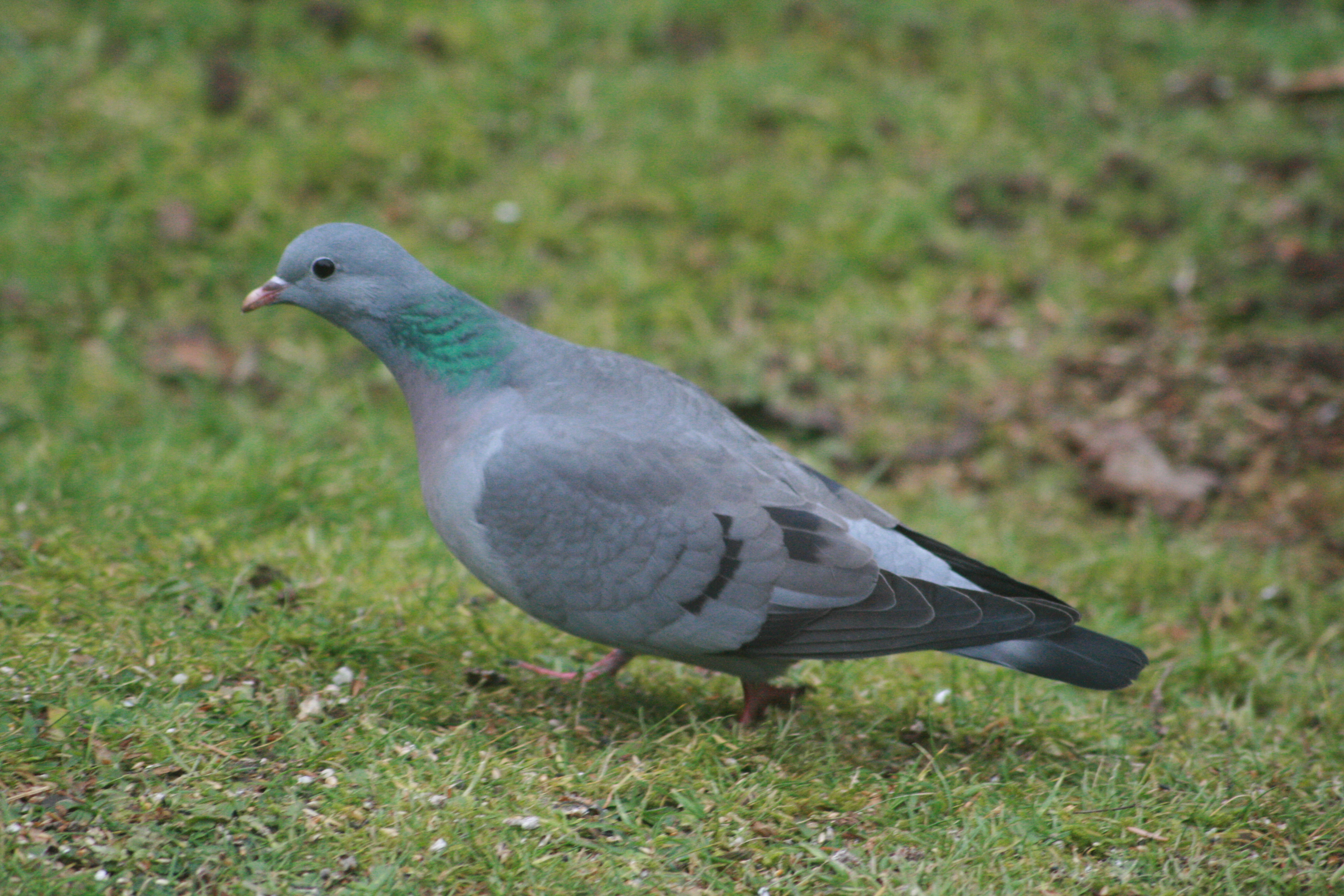
Hohltaube

Erhaltung von Laub- und Laubmischwäldern, von Altbäumen und Altholzinseln, von Bäumen mit Großhöhlen sowie Grünlandgebieten und extensiv genutzten Feldfluren mit Brachen, Ackerrandstreifen sowie wildkrautreichen Grassäumen.

#### Ringdrossel(Turdus torquatus)
Erhaltung von strukturreichen, naturnahen und nadelholzreichen Bergwäldern, von Mosaiken aus Wald und Offenland bzw. Lichtungen, von Flächen mit baumartenreicher Sukzession, von extensiv bewirtschaftetem Grünland, insbesondere von kurzrasigen Flächen, von Waldinnen- und -außensäumen sowie Erhaltung störungsfreier oder zumindest störungsarmer Fortpflanzungsstätten während der Fortpflanzungszeit (1. April bis 31. Juli).

## Zusammenhang mit anderen Schutzgebieten
Mit dem Vogelschutzgebiet Adelegg zusammenhängende Schutzgebiete sind das Landschaftsschutzgebiet „Adelegg und zugehöriges tertiäres Hügelvorland“ (LSG-Nummer 4.36.070) sowie das FFH-Gebiet „Adelegg“ (Nr. 8326-341).